# All Nippon Airways

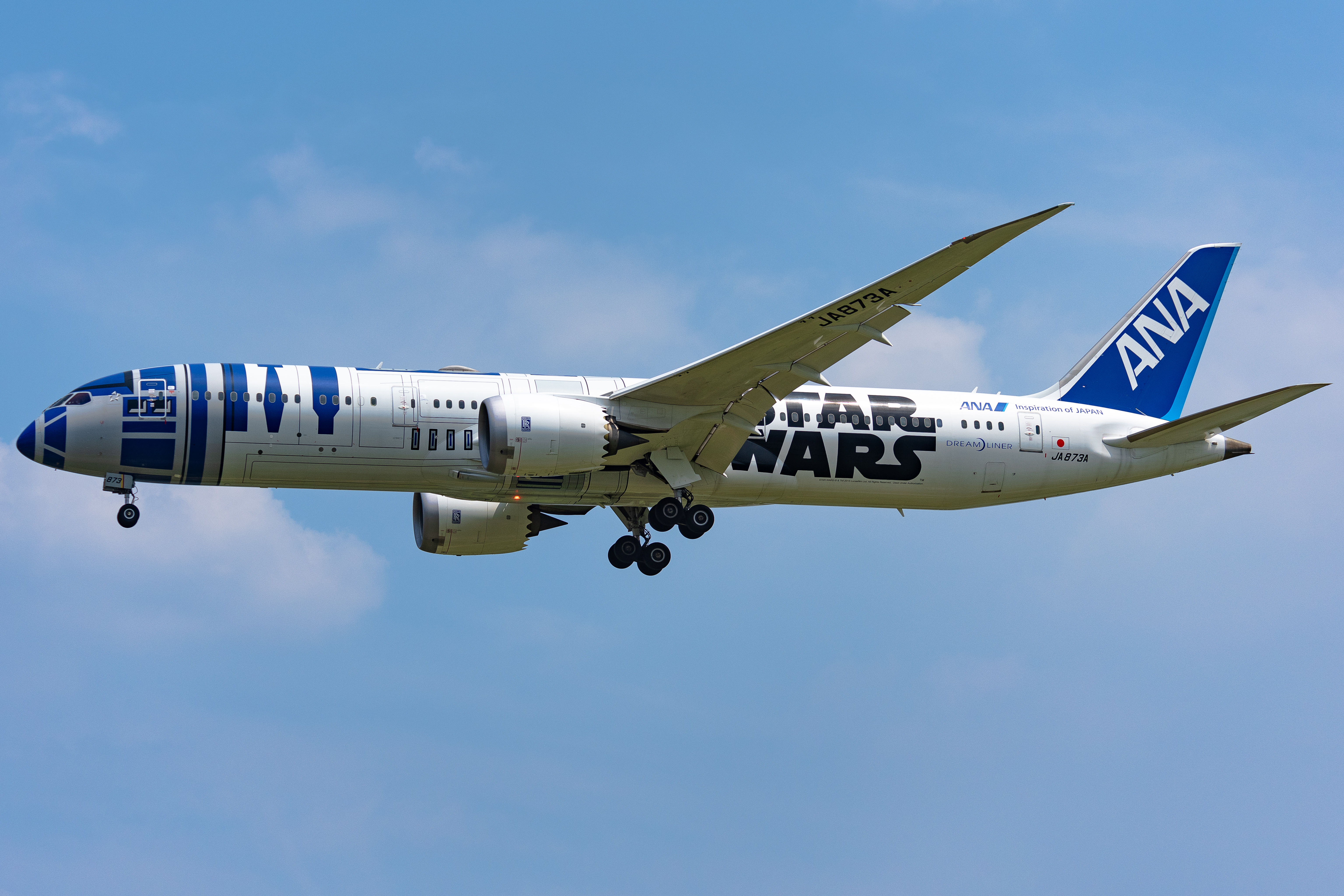
ANA Boeing 787-9 (JA873A), met Star Wars-beschildering

All Nippon Airways (Japans: 全日空, Zennikkū of 全日本空輸, Zen-nippon kūyu) is een Japanse luchtvaartmaatschappij met hoofdkantoor in Tokio.
Het is ook bekend bij de afkorting ANA, die meestal als naam wordt gebruikt buiten Japan.
ANA is Japans grootste luchtvaartmaatschappij. Tot 2011 moest het Japan Airlines nog voor laten, maar door de financiële problemen bij JAL zijn de activiteiten ingekrompen, waardoor ANA de eerste plaats kon innemen. ANA's internationale knooppunt is de Luchthaven Narita buiten Tokio. Het alternatieve knooppunt is Kansai International Airport bij Osaka.
ANA is lid van de Star Alliance, een van de allianties tussen internationale luchtvaartmaatschappijen.

## Geschiedenis
ANA werd gesticht op 27 december 1952 als Nippon Helicopter and Aeroplane. In februari 1953 begon het met helikopterdiensten, en chartervluchten werden begonnen op 15 december 1953. Een nieuwe, winstgevende vrachtroute, werd gestart in 1955 van Osaka naar Tokio. In hetzelfde jaar nam Nippon Helicopter and Aeroplane een Douglas DC-3 in gebruik, en in 1957 veranderde het zijn naam in All Nippon Airways. Later in 1957 fuseerde het met Far Eastern Airlines.
De jaren zestig waren een periode van langzame maar zekere groei, toen ze in 1960 de Vickers Viscount aan de vloot toevoegden, en in het volgende jaar de Fokker F27. In 1963 was er nog een fusie, nu met Fujita Airlines. In 1965, introduceerde ANA jet services met Boeing 727s: spoedig gevolgd door YS-11s, en in 1969, ANA nam Boeing 737s in gebruik.
In de jaren zeventig begon ANA zich te richten op internationale bestemmingen. Op 3 februari 1971 begon ANA zijn eerste internationale dienst, een chartervlucht van Tokio naar Hongkong. De Lockheed L-1011 werd geïntroduceerd in 1973, Boeing 747s in 1978, en Boeing 767s in 1983. In 1986 begon ANA internationale lijnvluchten voor passagiers van Tokio naar Guam. Spoedig daarna werden bestemmingen als Frankfurt, New York, Los Angeles, Londen en Parijs toegevoegd. In de jaren negentig breidde ANA zijn lijnvluchten uit naar andere bestemmingen in Azië, Noord-Amerika en Europa. Vliegtuigen van Airbus als de A320 en A321 werden aan de vloot toegevoegd, en ook de Boeing 747-481. In 1994 begon ANA te vliegen vanaf Kansai International Airport. In oktober 1999 werd het lid van de Star Alliance
Na de terroristische aanslagen op 11 september 2001 was een Boeing 747 van ANA, die opsteeg van Washington Dulles International Airport in Virginia, bij Washington D.C., op weg naar Narita, Japan het eerste vliegtuig dat toestemming kreeg om te vliegen nadat het luchtruim was gesloten door de Amerikaanse regering.
ANA had ook belangen in lagekostenluchtvaartmaatschappijen, een minderheidsbelang van 39% in Japanse budgetmaatschappij Peach Aviation en verder een aandelenbelang van 51% in een samenwerkingsverband met AirAsia, AirAsia Japan. In 2013 liep de samenwerking met AirAsia op de klippen en ANA besloot alleen verder te gaan met Vanilla Air. In februari 2017 bereikte ANA overeenstemming met de twee andere aandeelhouders in Peach Aviation. ANA nam het aandelenbelang van 28,3% over waarvoor het 30 miljard yen (circa 265 miljoen dollar) betaalde. Na deze transactie had ANA een meerderheidsbelang van 67% in handen. In maart 2018 kondigde ANA de integratie aan van Peach Aviation en Vanilla Air, de combinatie is verdergegaan als Peach. Op 23 december 2024 kocht ANA het resterende belang van 7% in Peach van First Eastern Aviation Holdings en werd daarmee de enige eigenaar van Peach.
In april 2015 nam ANA een aandelenbelang in Skymark Airlines. Deze laatste stond op omvallen en er werd naar een sterke partner gezocht. ANA nam een belang van 20% en de rest is in handen van financiële partners. Er was ook interesse van Delta Airlines omdat Skymark 36 slots heeft voor binnenlandse vluchten op de luchthaven Haneda, maar met deze deelname komen deze aan ANA toe.
In januari 2016 werd bekend dat ANA een aandelenbelang van 9% zal nemen in Vietnam Airlines en betaalde hiervoor US$ 108 miljoen. De deal werd medio 2016 afgerond.
Op 29 januari 2019 kocht ANA Holdings een aandelenbelang van 9,5% in PAL Holdings, het moederbedrijf van Philippine Airlines. De koopsom was US$ 95 miljoen.

## Vloot

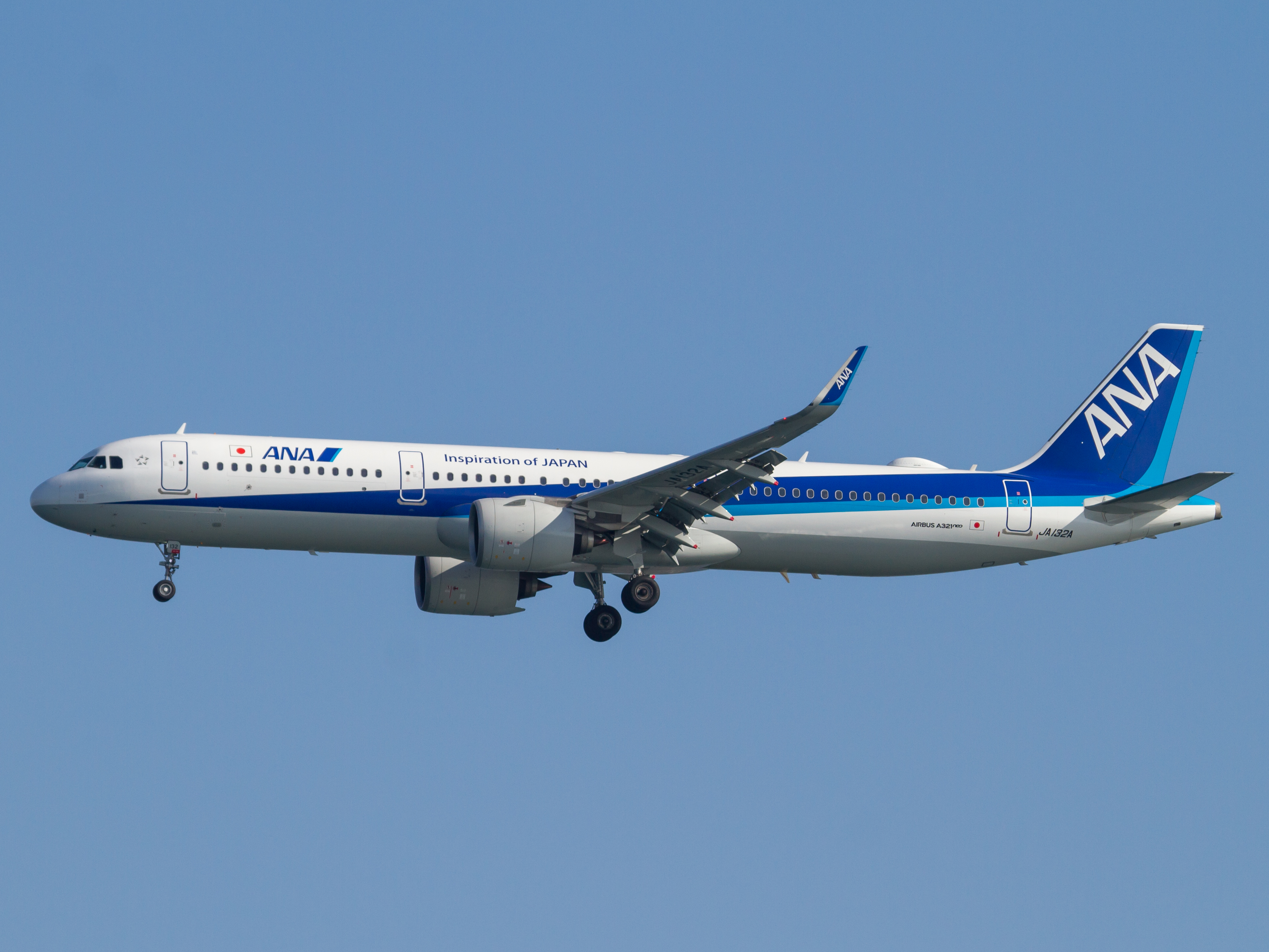
Een Airbus 321neo van ANA

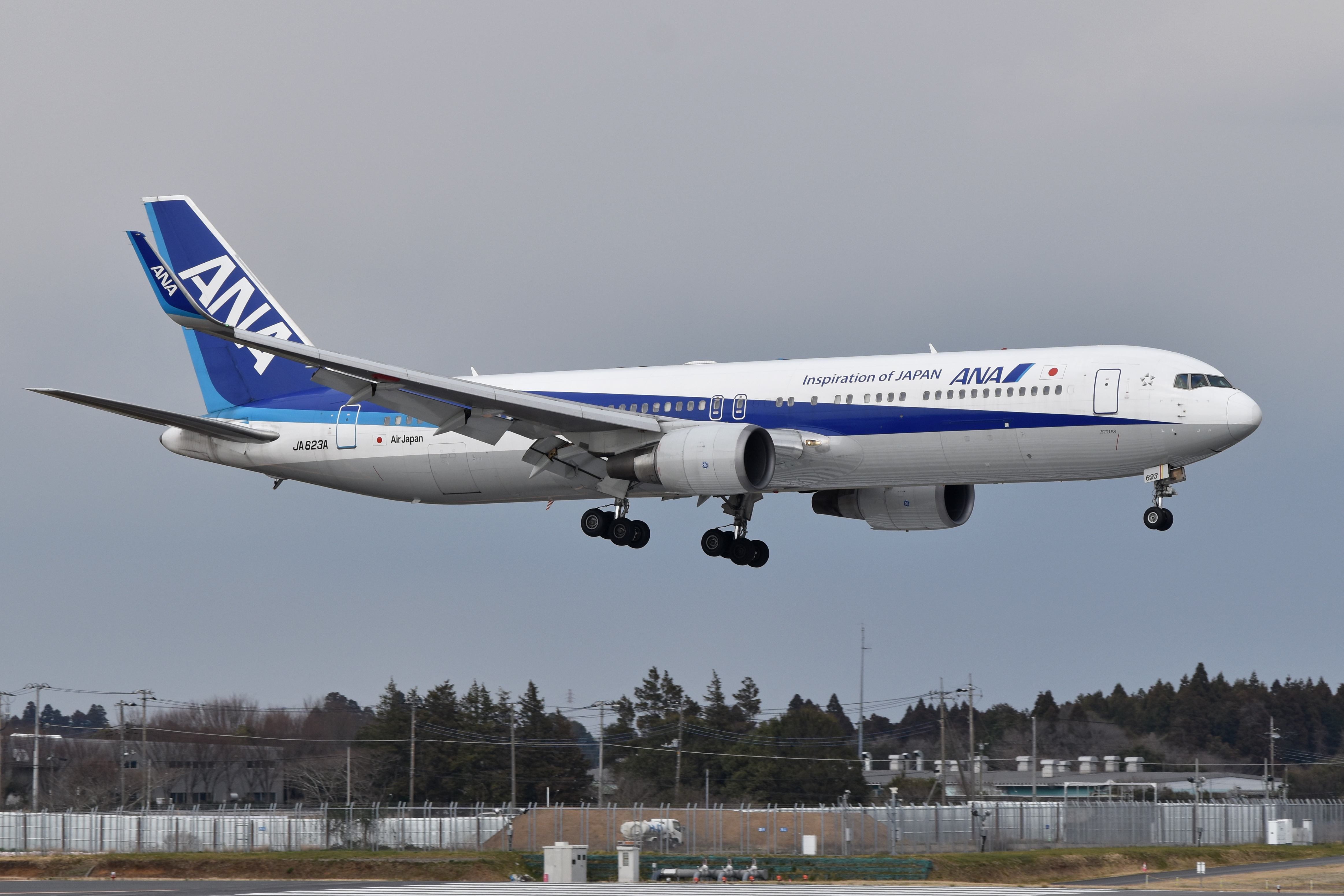
Een Boeing 767-300ER van ANA

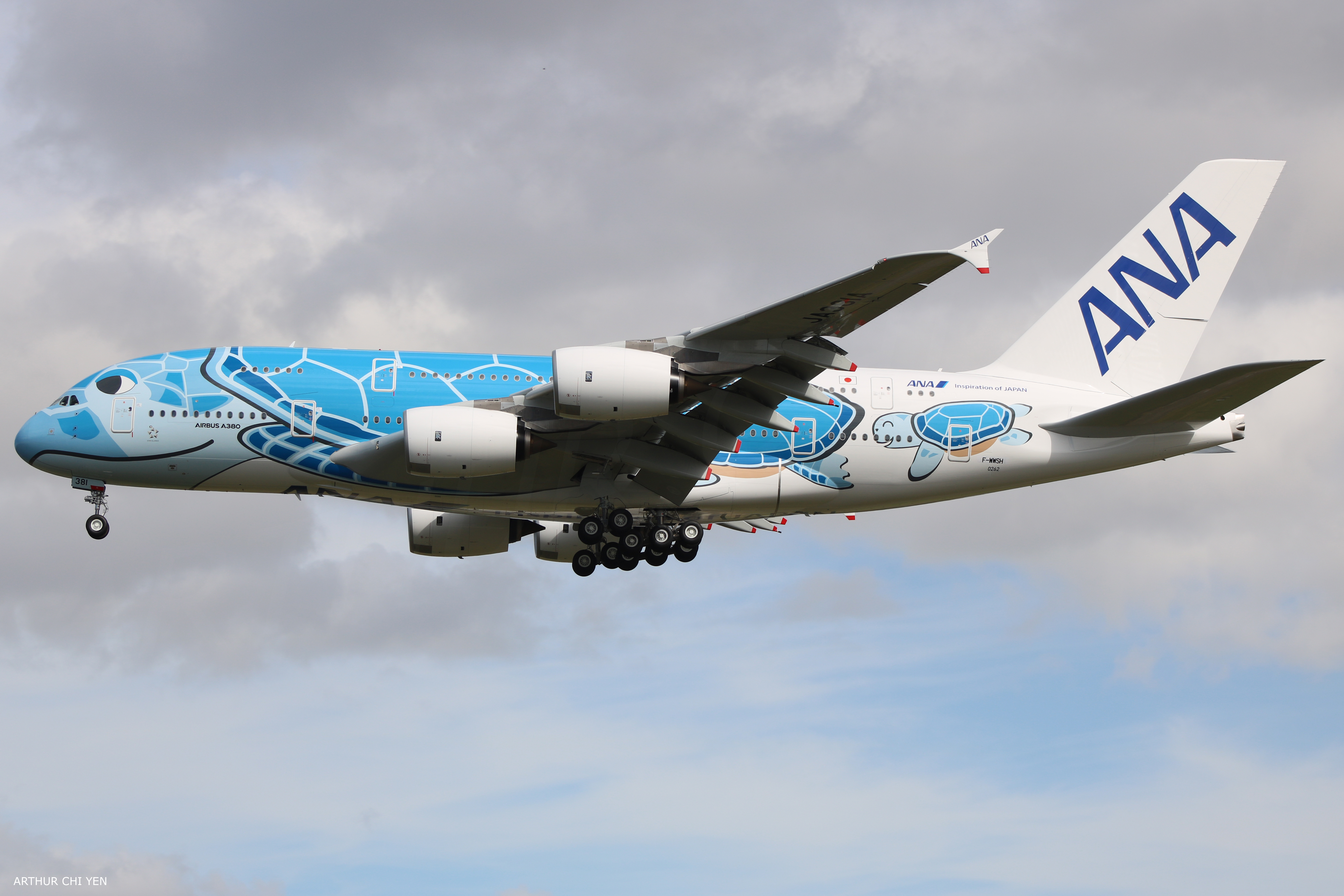
Een Airbus A380 van ANA

In januari 2016 bestond de vloot van ANA (exclusief dochtermaatschappijen) uit de volgende toestellen:

## Resultaten
In de figuur hieronder een overzicht van de belangrijkste resultaten van de groep. Het boekjaar loopt van 1 april tot en met 31 maart, het jaar 2024 heeft betrekking op de periode van 1 april 2023 tot en met 31 maart 2024. De sterke groei van het aantal passagiers in 2018 ten opzichte van 2017 was voornamelijk het gevolg van de consolidatie van de lagekostenluchtvaartmaatschappij Peach. In 2023 werden 46 miljoen passagiers vervoerd, waarvan 35 miljoen op binnenlandse vluchten en acht miljoen door Peach.
| Jaar | Omzet         | Netto- resultaat | Passagiers (× 1000) | Werknemers | Vloot per jaareinde | CO2-uitstoot (in kg per ton/km) |
| Jaar | (× ¥ miljard) | (× ¥ miljard)    | Passagiers (× 1000) | Werknemers | Vloot per jaareinde | CO2-uitstoot (in kg per ton/km) |
| ---- | ------------- | ---------------- | ------------------- | ---------- | ------------------- | ------------------------------- |
| 2000 | 1210          | −15,2            | 49.430              |            |                     |                                 |
| 2005 | 1490          | 27,0             | 48.602              |            |                     |                                 |
| 2006 | 1369          | 26,7             | 49.609              | 32.726     |                     |                                 |
| 2007 | 1490          | 32,7             | 51.023              | 32.727     |                     |                                 |
| 2008 | 1488          | 64,1             | 50.384              | 32.728     |                     |                                 |
| 2009 | 1393          | −4,3             | 47.185              | 32.729     |                     |                                 |
| 2010 | 1228          | −57,4            | 44.560              | 32.578     | 210                 |                                 |
| 2011 | 1357          | 23,3             | 45.742              | 32.731     | 222                 |                                 |
| 2012 | 1412          | 28,2             | 44.903              | 32.884     | 226                 |                                 |
| 2013 | 1484          | 43,1             | 47.365              | 32.634     | 230                 |                                 |
| 2014 | 1601          | 18,9             | 49.004              | 33.719     | 231                 |                                 |
| 2015 | 1713          | 39,2             | 50.411              | 34.919     | 242                 |                                 |
| 2016 | 1791          | 78,2             | 50.731              | 36.273     | 257                 |                                 |
| 2017 | 1765          | 98,8             | 52.086              | 39.243     | 268                 | 1,00                            |
| 2018 | 1972          | 143,9            | 61.687              | 41.930     | 292                 | 0,96                            |
| 2019 | 2058          | 110,8            | 62.571              | 43.466     | 304                 | 0,97                            |
| 2020 | 1974          | 27,6             | 59.620              | 45.849     | 307                 | 1,01                            |
| 2021 | 729           | −404,6           | 15.167              | 46.580     | 293                 | 1,21                            |
| 2022 | 1020          | 143,6            | 23.051              | 42.196     | 276                 | 1,09                            |
| 2023 | 1707          | 89,5             | 46.521              | 40.507     | 276                 | 1,00                            |
| 2024 | 2056          | 157,1            | 57.240              | 41.225     | 278                 | 0,99                            |
| 2025 | 2262          | 153,0            |                     |            |                     |                                 |